# Pran
Pran Krishan Sikand (Nova Délhi, 12 de fevereiro de 1920 — Mumbai, 12 de julho de 2013) foi um ator indiano.
Era conhecido principalmente por interpretar vilões, do seu primeiro sucesso, Khandaan (1942) até o último sucesso, o filme Sanam Bewafa (1991). Morreu em 12 de julho de 2013, aos 93 anos, vítima de uma doença muito grave.

## Principais filmes
- 1941 - Khazanchi
- 1942 - Khandaan
- 1943 - Sahara
- 1945 - Ragini
- 1946 - Rehana
- 1947 - Mohini
- 1948 - Grihasthi
- 1948 - Ziddi
- 1949 - Aparadhi
- 1953 - Aah
- 1954 - Biraj Bahu
- 1955 - Devdas
- 1956 - Halaku
- 1960 - Jis Desh Mein Ganga Behti Hai
- 1962 - Half Ticket
- 1962 - Dil Tera Deewana
- 1963 - Bluff Master
- 1964 - Kashmir Ki Kali
- 1965 - Gumnaam
- 1965 - Khandaan
- 1967 - An Evening in Paris
- 1967 - Milan
- 1968 - Brahmachari
- 1970 - Johny Mera Naam
- 1971 - Guddi
- 1973 - Bobby
- 1974 - Majboor
- 1977 - Amar Akbar Anthony
- 1978 - Don
- 1981 - Kaalia
- 1991 - Sanam Bewafa